# Glaucolepis rosmarinella
Glaucolepis rosmarinella is een vlinder van de familie van de dwergmineermotten (Nepticulidae). De wetenschappelijke naam is voor het eerst voorgesteld als Nepticula rosmarinella door Pierre Chrétien in een publicatie uit 1914.

## Verspreiding
De soort komt voor in Frankrijk (vasteland en Corsica), Portugal, Spanje (vasteland en de Balearen) en Cyprus.

## Waardplant
De rups leeft op Rosmarinus officinalis (Lamiaceae).